# Lazer
Lazer ist eine französische Gemeinde im Département Hautes-Alpes in der Region Provence-Alpes-Côte d’Azur. Sie gehört zum Kanton Laragne-Montéglin im Arrondissement Gap. 

## Geographie
Sie grenzt im Nordosten an Ventavon, im Südosten an Upaix, im Südwesten an Laragne-Montéglin und im Nordwesten an Garde-Colombe mit Saint-Genis. Sie wird von der Départementsstraße D942 zwischen Laragne-Montéglin und Gap passiert.

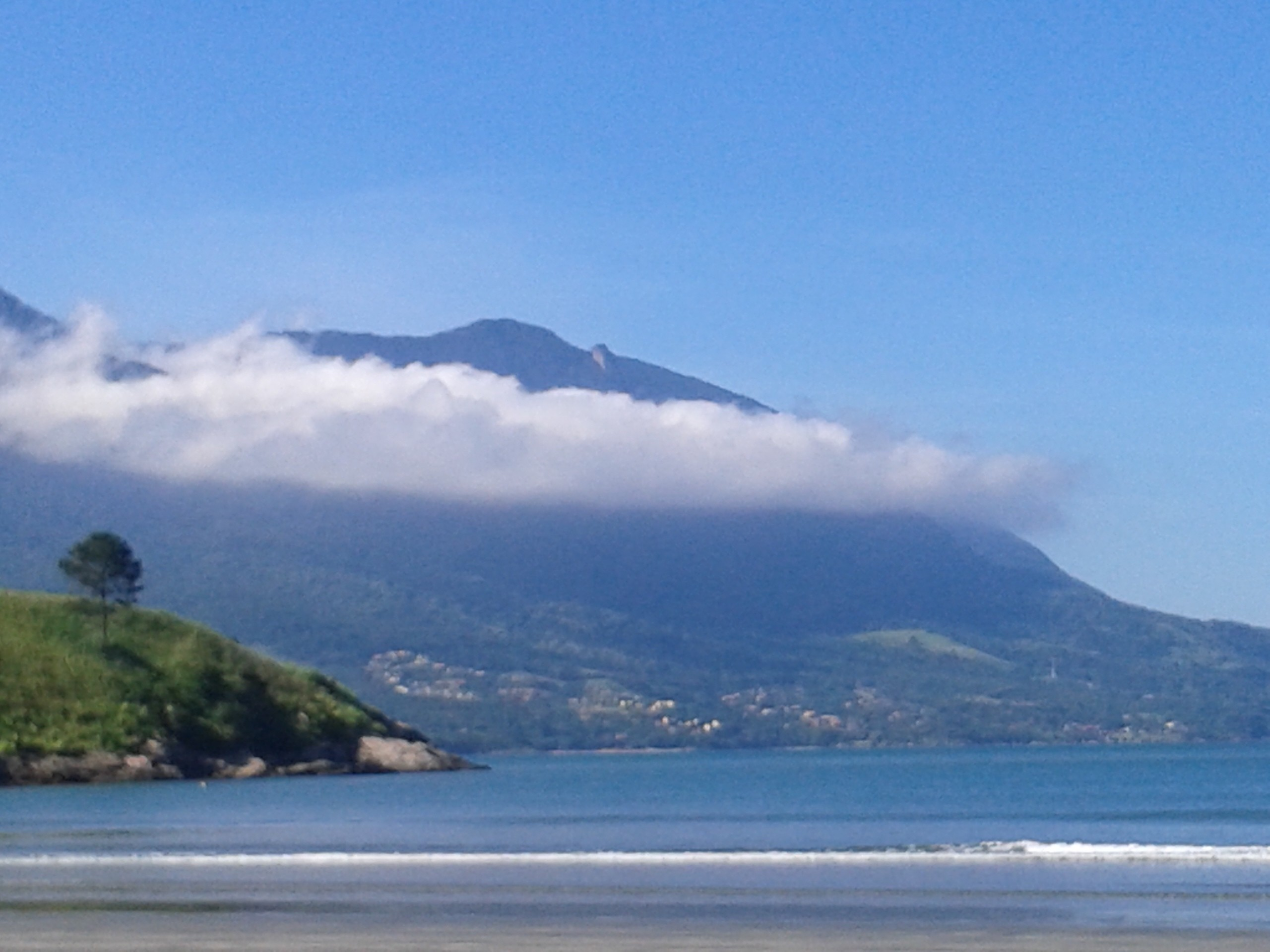
See „Barequeçaba“ innerhalb der Gemeindegemarkung von Lazer

## Bevölkerungsentwicklung
| Jahr      | 1962 | 1968 | 1975 | 1982 | 1990 | 1999 | 2008 | 2012 |
| --------- | ---- | ---- | ---- | ---- | ---- | ---- | ---- | ---- |
| Einwohner | 179  | 174  | 176  | 258  | 267  | 274  | 329  | 340  |